# Ministero dell'istruzione, dello sport e della gioventù (Albania)
Il Ministero dell'istruzione, dello sport e della gioventù (in albanese: Ministria e Arsimit, Sportit dhe Rinisë) è un dicastero del governo albanese incaricato di gestire la pubblica istruzione e le politiche riguardanti lo sport.
L'attuale ministro è Ogerta Manastirliu, in carica dal 12 settembre 2023.

## Storia
Con la dichiarazione d'indipendenza albanese nel 1912 si rese necessaria l'istituzione di un servizio d'istruzione pubblica nel Governo provvisorio. Già prima dell'indipendenza erano state discusse le modalità di insegnamento dell'albanese al congresso di Manastir del 1908 e di Elbasan del 1909, e nello stesso anno fu inaugurata la Scuola normale. Il primo ministro dell'istruzione fu Luigi Gurakuqi.
In questi anni l'albanese fu adottato come lingua ufficiale, furono stampati i primi libri di testo e fu istituita la rete scolastica nazionale, inoltre il sistema educativo si espanse anche in Kosovo e Montenegro.

## Riorganizzazione
Dalla fondazione del dicastero, il Ministero dell'istruzione è stato riorganizzato unendosi o fondendosi con altri ministeri in più occasioni. Questo elenco riflette i cambiamenti apportati negli anni dal Ministero a partire dal 1992:
- Ministero dell'istruzione (Ministria e Arsimit) dal 1992 al 1996
- Ministero dell'istruzione e dello sport (Ministria e Arsimit dhe Sportit) dal 1996 al 1997
- Ministero dell'istruzione e della scienza (Ministria e Arsimit dhe Shkencës) dal 1997 al 1998
- Ministero dell'istruzione (Ministria e Arsimit) dal 1998 al 2001
- Ministero dell'istruzione e della scienza (Ministria e Arsimit dhe Shkencës) dal 2001 al 2002
- Ministero dell'istruzione (Ministria e Arsimit) dal 2002 al 2005
- Ministero dell'istruzione e della scienza (Ministria e Arsimit dhe Shkencës) dal 2005 al 2013
- Ministero dell'istruzione e dello sport (Ministria e Arsimit dhe Sportit) dal 2013 al 2017
- Ministero dell'istruzione, dello sport e della gioventù (Ministria e Arsimit, Sportit dhe Rinisë) dal 2017 al 2021
- Ministero dell'istruzione e dello sport (Ministria e Arsimit dhe Sportit) dal 2021 a oggi